# Ficus insculpta
Ficus insculpta är en mullbärsväxtart som beskrevs av Summerhayes. Ficus insculpta ingår i släktet fikonsläktet, och familjen mullbärsväxter. Inga underarter finns listade i Catalogue of Life.